# Daniel Sénélar
Sénélar Daniel (Parigi, 24 giugno 1925 – Saint-Maur-des-Fossés, 15 marzo 2001) è stato un pittore francese.

## Biografia
Presentato da Nicolas Untersteller (1900-1967) presso l'École nationale supérieure des beaux-arts di Parigi 30 Ottobre 1947, e Maurice Brianchon nel 1949. Ha partecipato come studente nel lavoro di restauro il palazzo di Versailles e S. Giovanni della chiesa Neuilly-sur-Seine.Il ottiene il gran Prix de Rome 1951. Il diventa residente a Villa Medici a Roma 1952-1955 sotto la direzione di Jacques Ibert (1890- 1962) ed è diventato professore presso la Scuola di belle arti di Lilla 1966-1990.

## Collezioni pubbliche
Diverse opere in edifici pubblici, come parte del patrimonio artistico
- Neuilly-sur-Seine, Biblioteca Città: affresco

Parigi, all'École nationale supérieure des beaux-arts:
- "Figure Peinte", del 1950, olio su tela, dipinta figura del contest
- Guidare in cavalli da corsa invernali del 1950, olio su tela, per il prezzo Alberico Rocheron
- l'uomo cavallo compagno, 1951, olio su tela, Rome Prize 1951
- giocatori di carte in un salotto o un caffè, 1952, olio su tela, per il prezzo Fortin Ivry e assistenza di disegno dipinto

## Esposizioni
- 1977; Museo Picasso di Antibes, l'ultima cinquanta Premiers Grands Prix de Rome, mostra collettiva

## Premi
- 1950: prezzo "Alberic Rocheron"; primo premio e prima medaglia al all'Ecole Nationale Supérieure des Beaux-Arts
- 1951: vincitore del Premio Roma per Il cavallo compagno umano
- 1952: prezzo Fortin di Ivry

## Studenti
- Anne Lambert, Scuola di Belle Arti di Lilla 1963-1968
- Sonia Tamer, studente brasiliano
- Nathalie Troxler
- Richard Viktor Sainsily Cayol
- Maria Dubin
- Hugues Absil
- Marc Anderson (alias André Ronsmac), americano